# آلوئه واریگاتا
آلوئه واریگاتا(نام علمی: Aloe variegata) نام یک گونه از سرده سگل‌ها است.